# 二千字宣言
《二千字宣言》（捷克语：Dva tisíce slov，“二千字”）是1968年发生在捷克斯洛伐克的布拉格之春改革运动中的象征性文件，由捷克作家路德维克·瓦楚里克起草，首次发表于1968年6月27日。
在《二千字宣言》发表后的一周内，包括著名运动员埃米尔·扎托佩克和薇拉·恰斯拉夫斯卡在内的超过3万国民先后在宣言上签字。该宣言刺激了改革运动的发展，同时也激化了捷国国内保守派与改革派、以及捷国与华约集团核心苏联之间的矛盾，为两个月后华约集团的军事入侵埋下了伏笔。

## 历史背景
在1968年1月改革派代表人物亚历山大·杜布切克取代安东宁·诺沃提尼当选捷共第一书记后，捷共开始酝酿或实施一系列改革措施，诸如引入市场竞争机制、削弱新闻审查制度等等，试图在不损害共产党领导地位的同时刺激经济发展，缓和共产党与群众的关系，特别是改变党组织对社会生活无所不在的控制 ，以摸索出一条不同于苏联模式的“新型社会主义模式”。在这一背景下，《Literární listy》（文学名单）杂志的编辑瓦楚里克“受科学家和知识分子们的委托”，提笔完成了这一在捷克文中长约两千个单词（英文译文长约2700个单词）的宣言，于1968年6月27日在《Literární listy》（文学名单）、《Práce》（劳动）、《Zemědělské noviny》（农业新闻）和《Mladá fronta》（青年前线）四份杂志上同日发表，之后立即在社会上激起热烈回应。尽管《Literární listy》的一名编辑曾声明说《二千字宣言》仅代表瓦楚里克的个人意见，并不代表杂志社的意见，且杂志社的多数编辑并不同意此文的发表，但杂志社在之后的几个月中仍然收到了数百封评论该宣言的读者来信，其中绝大多数都对宣言表示支持 。

## 宣言内容
在宣言中，瓦楚里克呼吁人民对共产党主要通过监督而非反抗来促进政治的公开。宣言在开篇中描述了作者对当时国情的看法，描述了他眼中捷克斯洛伐克工人在共产党干部们长期家长式的统治下，因无法决定自己的命运而意气消沉，社会道德和经济状况也随之衰败的情形：

“多数人因此对公共事务失去了兴趣；他们只在乎他们自己，只在乎自己的钱包。而更糟的是，在如今的环境下，钱也靠不住。人和人之间的关系已不再友好，人民已不再热爱工作。总而言之，如今我国国民的心理健康乃至人格都堕落到了崩溃的边缘。”

与此同时，瓦楚里克在文章中赞扬了那些有意走向民主、改变国家死水一潭状态的共产党干部，认为反对意见只可能通过党内批评的方式提出。宣言称这些意见的提出能够削弱共产党干部的专制，缓和社会的不平等和贫困，最终让更多的社会成员实现他们的目标。
瓦楚里克认为，要改变现状最好的方式不是推翻共产党政权，而是支持共产党中的进步力量（改革派），因为他们拥有“完善的组织系统，……经验丰富的干部，……（和）改变现状的筹码”。宣言称：在这一变革的时代，人民应该大胆地要求经济管理的透明化，选举“有能力且诚实的干部”作为自己的代表，通过合法的和平抗议来将腐败官员赶下台。另外宣言还强调了新闻自由的重要性，呼吁将报纸从共产党的奴隶重新变成“一切进步力量的舆论平台”。
在与苏联关系这一敏感问题上，瓦楚里克采用了模糊语言，仅以“外部力量”来称呼苏联，建议国家应循序渐进地建立与“外部力量”的平等关系。宣言称：“我国只有通过改善自身状况，推进当前的复兴计划，直到有一天能够选举出具有足够勇气、尊严和政治智慧的国家领导人，才能建立并维系我国与外部力量的平等关系。”宣言发表后即被苏共当局指责为挑战苏联的领导地位。
总体而言，《二千字宣言》所倡导的道路是通过社会主义的自我再造和完善，以及被赋予权力的全体国民的严格监督下，实现国家的振兴。

## 反弹和压制
尽管宣言在部分底层党员和社会大众中激起了热烈回应，但同时也加剧了捷共内部的派系对立，给了保守派将瓦楚里克驱逐出党的理由。捷共中央委员会主席团在宣言发表后召开了紧急会议讨论如何为宣言降温，但反而扩大了宣言的影响和支持度。政府领导迅速谴责了该宣言，杜布切克也在宣言发表的数天后发表全国电视讲话呼吁国民团结。宣言在捷国刊登两周后，苏联《真理报》发表署名“И. 亚历山德罗夫”的评论文章，谴责《二千字宣言》是：

“…… 代表了捷克斯洛伐克国内外一切打着‘自由化’、‘民主化’等幌子，妄图否定捷克斯洛伐克整个1948年之后的历史，否定捷克斯洛伐克全体劳动人民在社会主义制度下取得的伟大成就，毁谤捷克斯洛伐克共产党及其领导地位，破坏捷克斯洛伐克人民和社会主义国家兄弟人民之间的友谊，以便为他们的反革命活动铺路的舆论平台”。

《真理报》的声明没有引起捷方的立即回应，但这对约瑟夫·斯米尔科夫斯基等试图安抚苏联愤怒情绪的捷国外交官无疑是当头一棒。从此双方的沟通愈发困难，最终了酿成了以苏联为首的华约集团在8月的全面武装干涉。